# Tournoi de clôture du championnat de Bolivie de football 2003
Navigation
Saison précédente Saison suivante
Le tournoi de clôture de la saison 2003 du Championnat de Bolivie de football est le second tournoi semestriel de la vingt-neuvième édition du championnat de première division en Bolivie.
Le tournoi est organisé de façon différente du tournoi Ouverture, en trois phases :
- les douze équipes sont réparties en deux poules de six, les quatre premiers se qualifient pour la deuxième phase.
- la deuxième phase voient les huit qualifiés s'affronter au sein de deux poules de quatre, dont les deux premiers accèdent au Cuadrangular final.
- la poule finale (le Cuadrangular) permet de désigner le vainqueur du tournoi, qui est le club en tête du classement à l'issue des rencontres.

C'est le club de The Strongest La Paz, déjà vainqueur du tournoi Ouverture, qui remporte la compétition cette saison après avoir terminé en tête du Cuadrangular, avec trois points d'avance sur Jorge Wilstermann Cochabamba et quatre sur Bolivar La Paz. C'est le sixième titre de champion de Bolivie de l'histoire du club.

## Qualifications continentales
Le vainqueur du tournoi Clôture se qualifie pour la Copa Libertadores 2005. Une autre place est attribuée au vainqueur du barrage entre le deuxième du tournoi Ouverture et le deuxième du classement du Cuadrangular.

## Les clubs participants
| - Jorge Wilstermann Cochabamba - Aurora Cochabamba - Oriente Petrolero - Bolivar La Paz - Club Blooming - Iberoamericana La Paz | - San José Oruro - Real Potosi - Unión Tarija - The Strongest La Paz - Club Independiente Petrolero - Club Deportivo Guabirá |

## Compétition
Le barème utilisé pour établir l'ensemble des classements est le suivant :
- Victoire : 3 points
- Match nul : 1 point
- Défaite : 0 point

### Première phase
| Rang | Équipe            | Pts | J  | G | N | P | Bp | Bc | Diff |
| ---- | ----------------- | --- | -- | - | - | - | -- | -- | ---- |
| 1    | Club Blooming     | 20  | 12 | 6 | 2 | 4 | 20 | 19 | +1   |
| 2    | Real Potosí       | 19  | 12 | 6 | 1 | 5 | 16 | 17 | -1   |
| 3    | Bolívar La Paz    | 18  | 12 | 5 | 3 | 4 | 27 | 15 | +12  |
| 4    | Aurora Cochabamba | 16  | 12 | 3 | 7 | 2 | 17 | 17 | 0    |
| 5    | San José Oruro    | 13  | 12 | 3 | 4 | 5 | 16 | 25 | -9   |
| 6    | Unión Tarija      | 9   | 12 | 2 | 3 | 7 | 12 | 18 | -6   |

| Rang | Équipe                       | Pts | J  | G | N | P | Bp | Bc | Diff |
| ---- | ---------------------------- | --- | -- | - | - | - | -- | -- | ---- |
| 1    | The Strongest La Paz         | 25  | 12 | 8 | 1 | 3 | 23 | 10 | +13  |
| 2    | Oriente Petrolero            | 20  | 12 | 5 | 5 | 2 | 26 | 12 | +14  |
| 3    | Iberoamericana La Paz        | 17  | 12 | 5 | 2 | 5 | 13 | 17 | -4   |
| 4    | Jorge Wilstermann Cochabamba | 16  | 12 | 4 | 4 | 4 | 18 | 21 | -3   |
| 5    | Club Independiente Petrolero | 14  | 12 | 4 | 2 | 6 | 11 | 23 | -12  |
| 6    | Club Deportivo Guabirá       | 11  | 12 | 3 | 2 | 7 | 10 | 15 | -5   |

### Seconde phase
| Rang | Équipe                       | Pts | J | G | N | P | Bp | Bc | Diff |
| ---- | ---------------------------- | --- | - | - | - | - | -- | -- | ---- |
| 1    | Jorge Wilstermann Cochabamba | 12  | 6 | 4 | 0 | 2 | 13 | 11 | +2   |
| 2    | Bolívar La Paz               | 10  | 6 | 3 | 1 | 2 | 22 | 9  | +13  |
| 3    | Oriente Petrolero            | 7   | 6 | 2 | 1 | 3 | 10 | 13 | -3   |
| 4    | Club Blooming                | 6   | 6 | 2 | 0 | 4 | 6  | 18 | -12  |

| Rang | Équipe                | Pts | J | G | N | P | Bp | Bc | Diff |
| ---- | --------------------- | --- | - | - | - | - | -- | -- | ---- |
| 1    | The Strongest La Paz  | 10  | 6 | 3 | 1 | 2 | 6  | 4  | +2   |
| 2    | Aurora Cochabamba     | 10  | 6 | 3 | 1 | 2 | 4  | 6  | -2   |
| 3    | Real Potosí           | 9   | 6 | 3 | 0 | 3 | 6  | 6  | 0    |
| 4    | Iberoamericana La Paz | 5   | 6 | 1 | 2 | 3 | 5  | 5  | 0    |

### Cuadrangularfinal
| Rang | Équipe                       | Pts | J | G | N | P | Bp | Bc | Diff |
| ---- | ---------------------------- | --- | - | - | - | - | -- | -- | ---- |
| 1    | The Strongest La Paz         | 13  | 6 | 4 | 1 | 1 | 10 | 4  | +6   |
| 2    | Jorge Wilstermann Cochabamba | 10  | 6 | 3 | 1 | 2 | 10 | 8  | +2   |
| 3    | Bolívar La Paz               | 9   | 6 | 3 | 0 | 3 | 10 | 9  | +1   |
| 4    | Aurora Cochabamba            | 3   | 6 | 1 | 0 | 5 | 7  | 16 | -9   |

## Relégation
Comme lors des saisons précédentes, un classement cumulé des performances sur les deux dernières saisons (saison 2002, tournois Ouverture 2003 et Clôture 2003) permet de déterminer les clubs relégués. Le dernier de ce classement est directement relégué en deuxième division tandis que l'avant-dernier doit disputer un barrage de promotion-relégation face au deuxième de Copa Simon Bolivar.
| Rang | Équipe                       | Pts | J  | G | N | P | Bp | Bc | Diff |
| ---- | ---------------------------- | --- | -- | - | - | - | -- | -- | ---- |
| 1    | Bolívar La Paz               | 162 | 78 |   |   |   |    |    |      |
| 2    | The Strongest La Paz         | 149 | 78 |   |   |   |    |    |      |
| 3    | Oriente Petrolero            | 135 | 78 |   |   |   |    |    |      |
| 4    | Jorge Wilstermann Cochabamba | 122 | 78 |   |   |   |    |    |      |
| 5    | Real Potosi                  | 112 | 78 |   |   |   |    |    |      |
| 6    | Club Blooming                | 110 | 78 |   |   |   |    |    |      |
| 7    | Iberoamericana La Paz        | 108 | 78 |   |   |   |    |    |      |
| 8    | Aurora Cochabamba            | 41  | 34 |   |   |   |    |    |      |
| 9    | San José Oruro               | 89  | 78 |   |   |   |    |    |      |
| 10   | Unión Tarija                 | 85  | 78 |   |   |   |    |    |      |
| 11   | Club Deportivo Guabirá       | 80  | 78 |   |   |   |    |    |      |
| 12   | Club Independiente Petrolero | 75  | 78 |   |   |   |    |    |      |

### Barrage de promotion-relégation
| Équipe 1             | Résultat      | Équipe 2                    | Aller | Retour |
| -------------------- | ------------- | --------------------------- | ----- | ------ |
| Real Santa Cruz (D2) | 3 - 3 7-6 tab | (D1) Club Deportivo Guabirá | 1 - 1 | 2 - 2  |

## Bilan de la saison
| Championnat de Bolivie de football 2003 |                                 |
| Champion                                | The Strongest La Paz (6e titre) |
| Qualifications continentales            |                                 |
| Copa Libertadores 2004                  | The Strongest La Paz            |
| Copa Libertadores 2004                  | Jorge Wilstermann Cochabamba    |
| Copa Libertadores 2004                  | Bolivar La Paz                  |
| Promotions et relégations               |                                 |
| Promus en Primera A                     | Real Santa Cruz                 |
| Promus en Primera A                     | La Paz FC                       |
| Relégués en Torneo Simon Bolívar        | Club Deportivo Guabirá          |
| Relégués en Torneo Simon Bolívar        | Club Independiente Petrolero    |